# Circuito Aiala
O Circuito Aiala é uma corrida de ciclismo espanhola disputada a cada ano em Amurrio (Alava), no País basco. Organizada pelo Clube Ciclista Amurrio, está inscrita ao calendário do Torneo Euskaldun. Constitui igualmente uma manga do Critério de Verão, com a Klasika Lemoiz e a Leintz Bailarari Itzulia.
A edição 2010 foi interrompida depois finalmente anulada desde o quilómetro 19 por razões de segurança, após uma queda em massa que implicou aproximadamente 50 ciclistas.

## Palmarés desde 1998
| Ano   | Ganhador                | Segundo                     | Terceiro                    |
| ----- | ----------------------- | --------------------------- | --------------------------- |
| 1998. | Josu Isasi              | José Luis Fernández Sánchez | Jon Agirrebeitia            |
| 1999  | ?                       | ?                           | ?                           |
| 2000. | Gorka González          | Xabier Zandio               | Jon Nuera                   |
| 2001. | Pedro Arreitunandia     | Alberto Sánchez             | Francisco Gutiérrez Álvarez |
| 2002  | ?                       | ?                           | ?                           |
| 2003. | Aitor Hernández         | Mario de Sárraga            | Alejandro Barrero           |
| 2004  | ?                       | ?                           | ?                           |
| 2005. | Alejandro Iglesias      | Iñigo Lariz                 | Luis Ministro Moyano        |
| 2006. | José Vicente Toribio    | Ander Odriozola             | Roberto Barrientos          |
| 2007  | ?                       | ?                           | ?                           |
| 2008. | Andoni Blázquez         | Luis Ministro Moyano        | Enrique Sanz                |
| 2009. | Garikoitz Atxa          | Íon Pardo                   | Pedro Palou                 |
| 2010  | anulada                 | anulada                     | anulada                     |
| 2011  | Carlos Barbero          | Pablo Torres                | Unai Iparragirre            |
| 2012. | Íon Pardo               | Iván González               | Adrián Richeze              |
| 2013. | Sebastián Tolosa        | Víctor Gómez                | Sergio Rodríguez Reche      |
| 2014. | Imanol Estévez          | Aritz Bagües                | Mikel Bizkarra              |
| 2015. | Francisco Javier Martín | Mikel Aristi                | Jon Irisarri                |
| 2016. | Cristian Torres         | Antonio Angulo              | Jokin Aranburu              |
| 2017. | Alain Ramírez           | Xavier Cañellas             | Dzmitry Zhyhunou            |
| 2018. | Íñigo Elosegui          | Julen Amarika               | Javier Fontes               |
| 2019. | Miguel Ángel Fernández  | Esteban Guerreiro           | Julen Amarika               |